# Ranunculus uncinatus
Ranunculus uncinatus är en ranunkelväxtart som beskrevs av David Don och George Don jr. Ranunculus uncinatus ingår i släktet ranunkler, och familjen ranunkelväxter.

## Underarter
Arten delas in i följande underarter:
- R. u. earlei
- R. u. parviflorus

## Bildgalleri

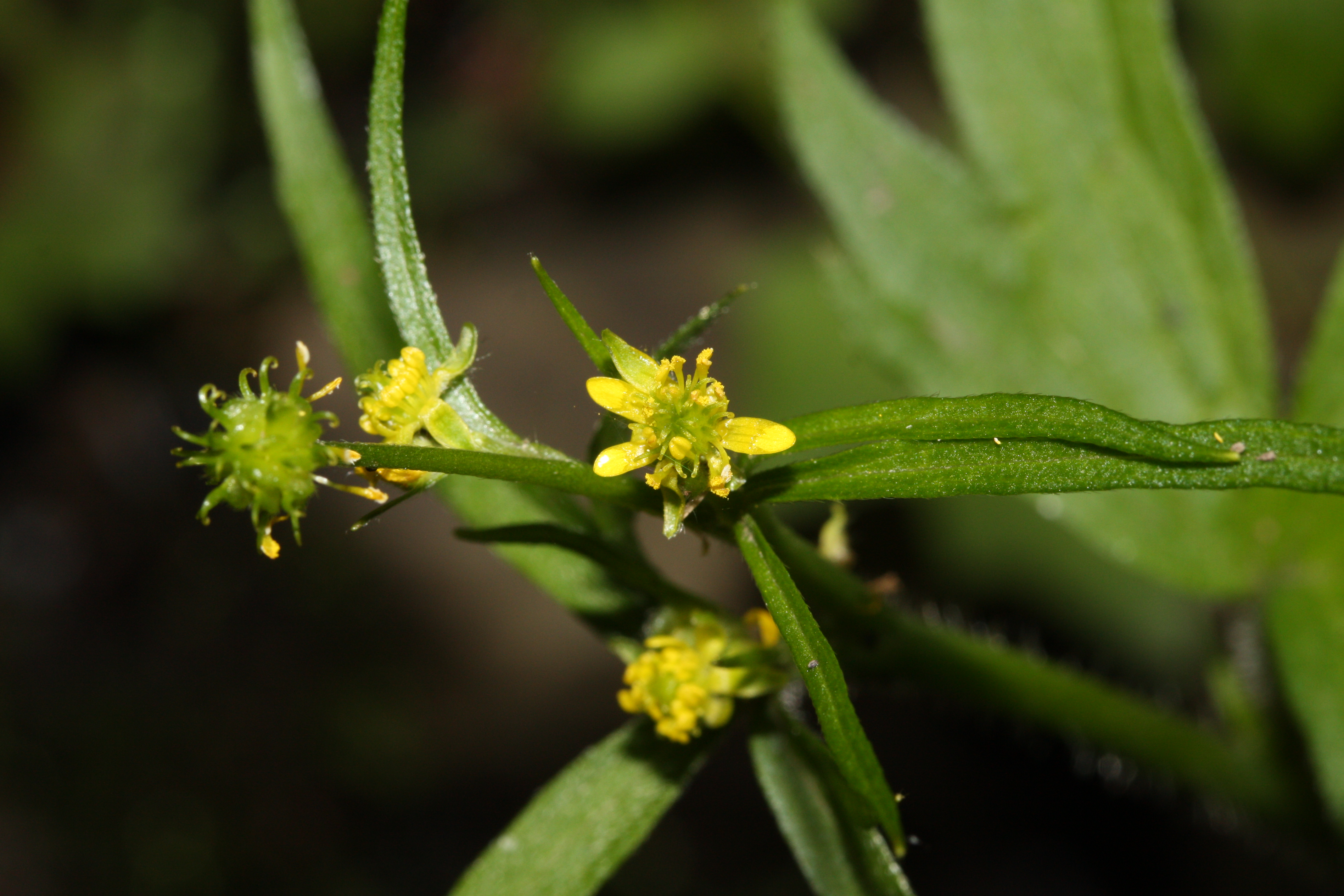
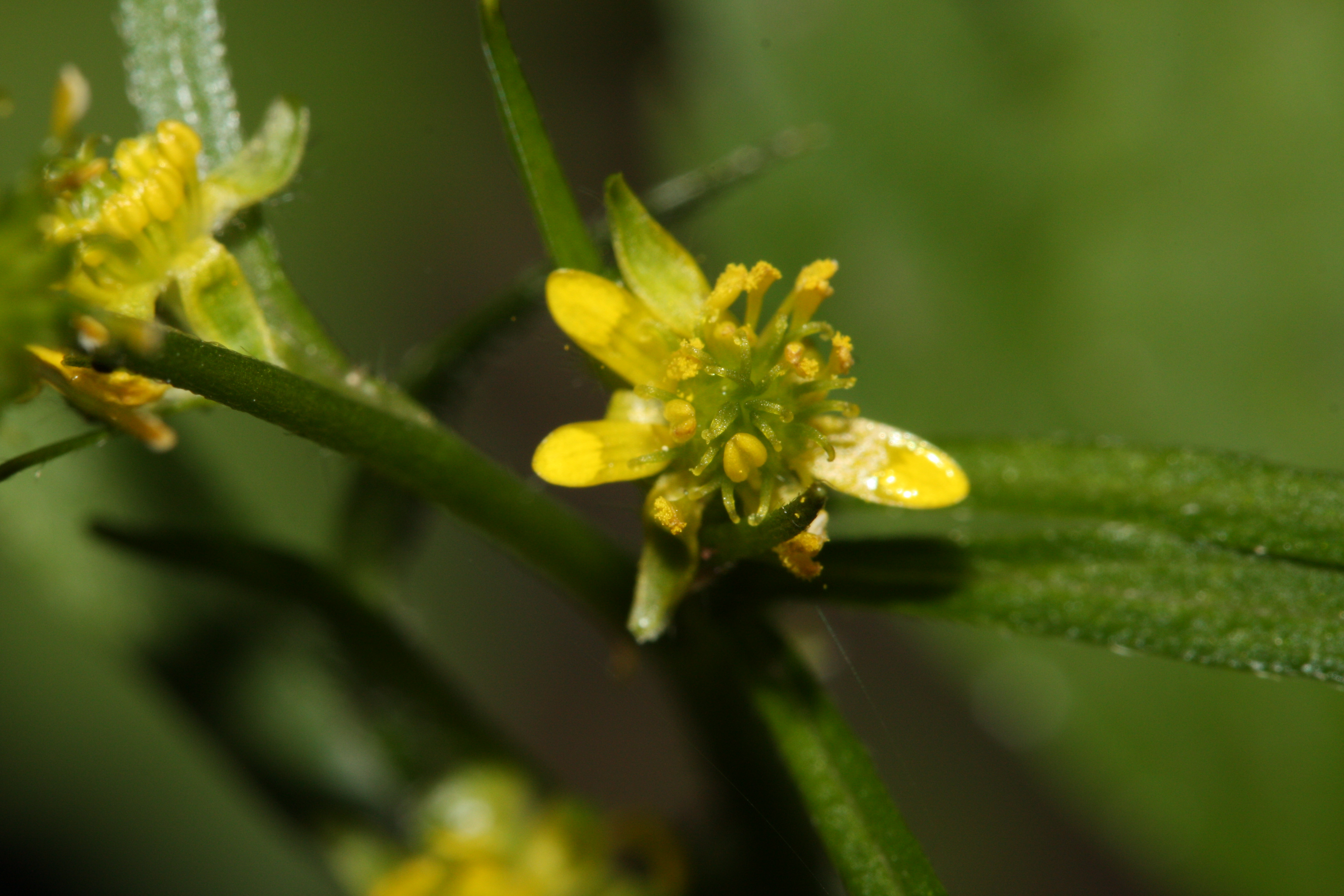
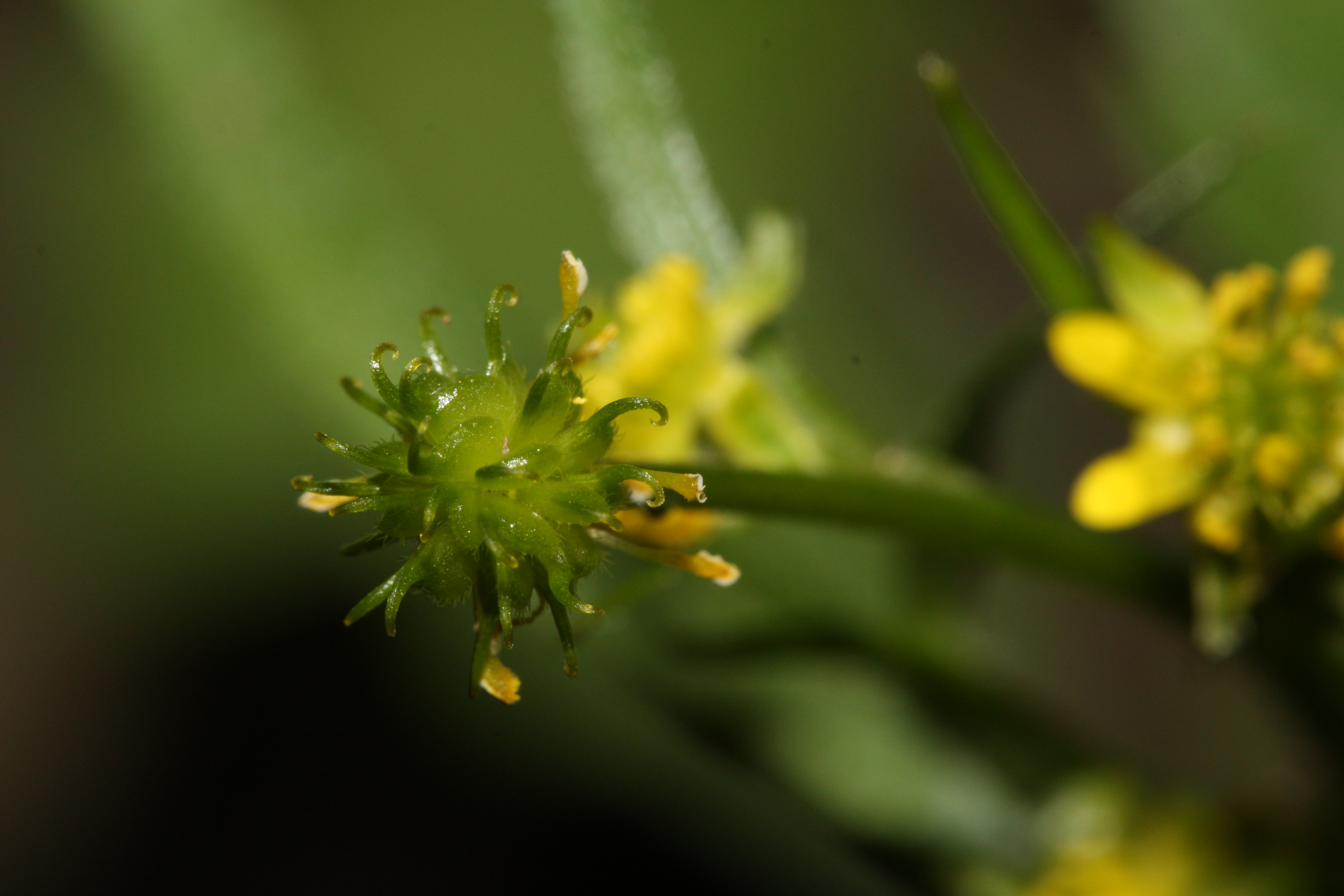
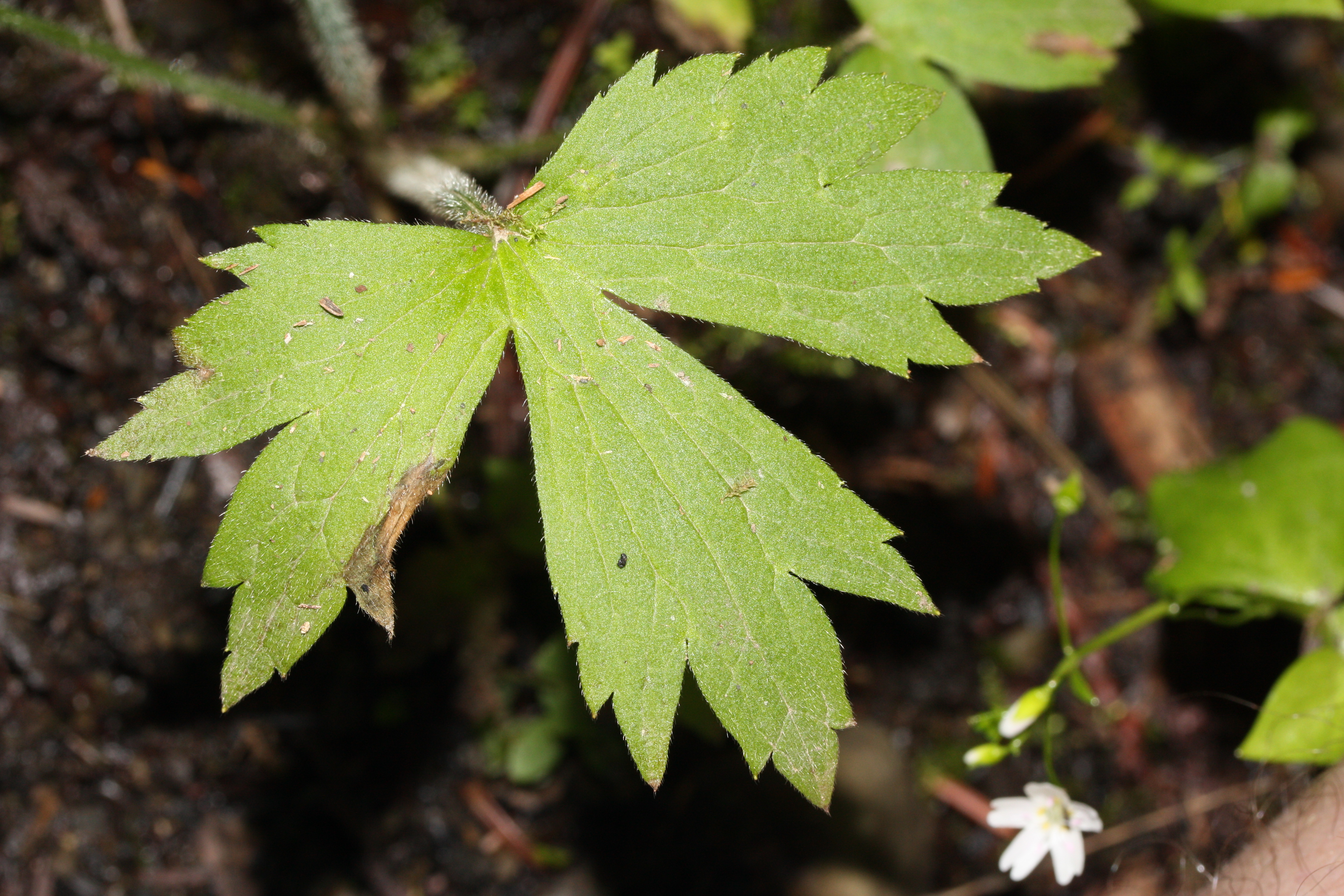
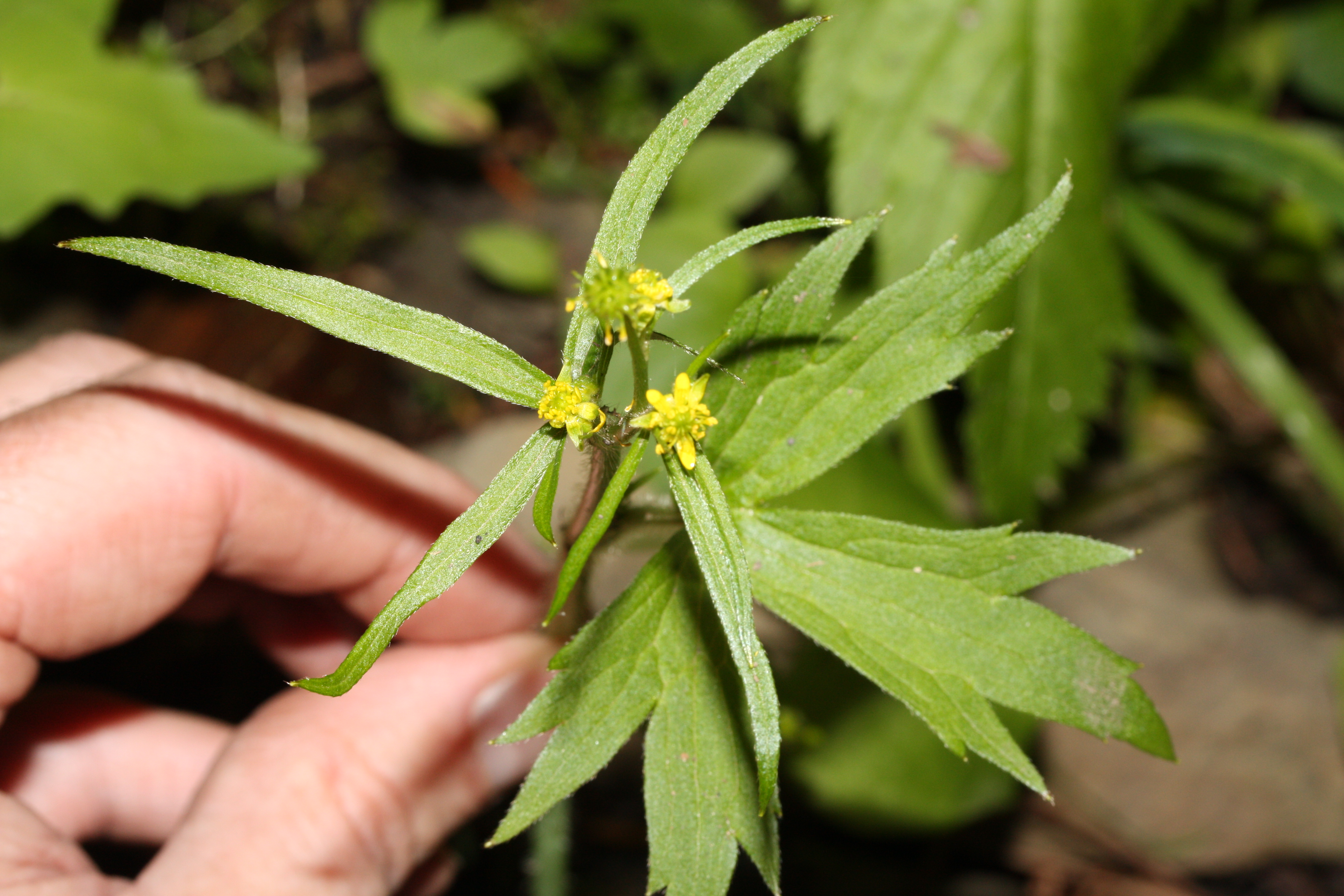
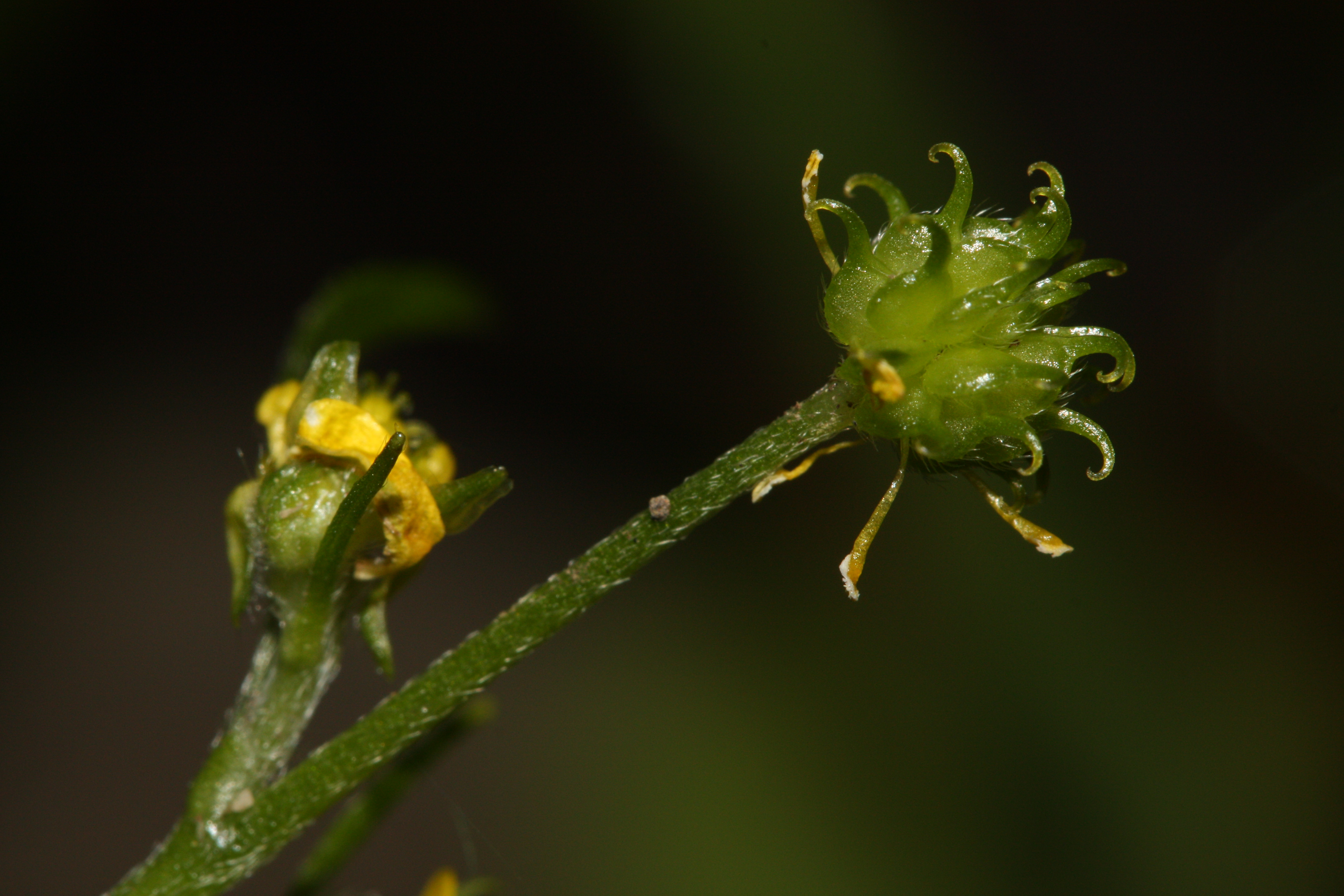